# Petrus Jonæ (kyrkoherde i Umeå)
Petrus Jonæ, född troligen i Umeå socken, död 1579 i Stockholm, var en svensk kyrkoman och riksdagsman.

## Biografi
Petrus Jonæ antas ha kommit från Umeå socken eftersom han hade släktingar som bodde i socknen. Efter studier vid universitetet i Rostock, var han åtminstone från 1560 kyrkoherde i Lövångers socken och prost där. 1575 blev han kyrkoherde i Umeå socken
Han var deputerad vid riksdagen 1574, och kallades till riksdagen 1577 då han dock inte undertecknade Johan III:s liturgi. Han förklarade sedan för kungens sekreterare att liturgin innehöll alltför många misstänkta saker.
Han var gift med Sigrid. Som änka fick hon frihet på ett hemman i Backen och ett i Tavle.
Petrus avled i Stockholm och begravdes i Riddarholmskyrkan.